# Tang Chunling
Tang Chunling, född den 24 juni 1976 i Yitong Manchu, Kina, är en kinesisk landhockeyspelare.
Hon tog OS-silver i damernas landhockeyturnering i samband med de olympiska landhockeytävlingarna 2008 i Peking.